# Eupithecia khorassana
Eupithecia khorassana är en fjärilsart som beskrevs av Brandt 1941. Eupithecia khorassana ingår i släktet Eupithecia och familjen mätare. Inga underarter finns listade i Catalogue of Life.